# Pont suspès simple
Un pont suspès simple, pont de corda o pont de mico, és una mena de pont primitiu que té una base sobre dos cables de càrrega paral·lels ancorats a cada extrem. El pont de mico no té cap base, només cordes. No tenen torres i els cables segueixen un arc de catenària poc profund que es mou en resposta a les càrregues dinàmiques a la base del pont.
El balanceig de la base amb un gran moviment sota càrrega fa que aquests ponts no siguin aptes per al trànsit rodat, només hi poden passer vianants. Per seguretat, solen tenir unes baranes robustes de cable, recolzades en pilars curts a cada extrem i paral·leles als cables de càrrega. De vegades, també poden ser l'element de càrrega principal, amb la base suspesa per sota. Els ponts suspesos simples es consideren el disseny més eficient i sostenible a les regions rurals, entre d'altres per a creuar rius en zones no inundables, com ara les gorges.

## Comparació amb altres tipus

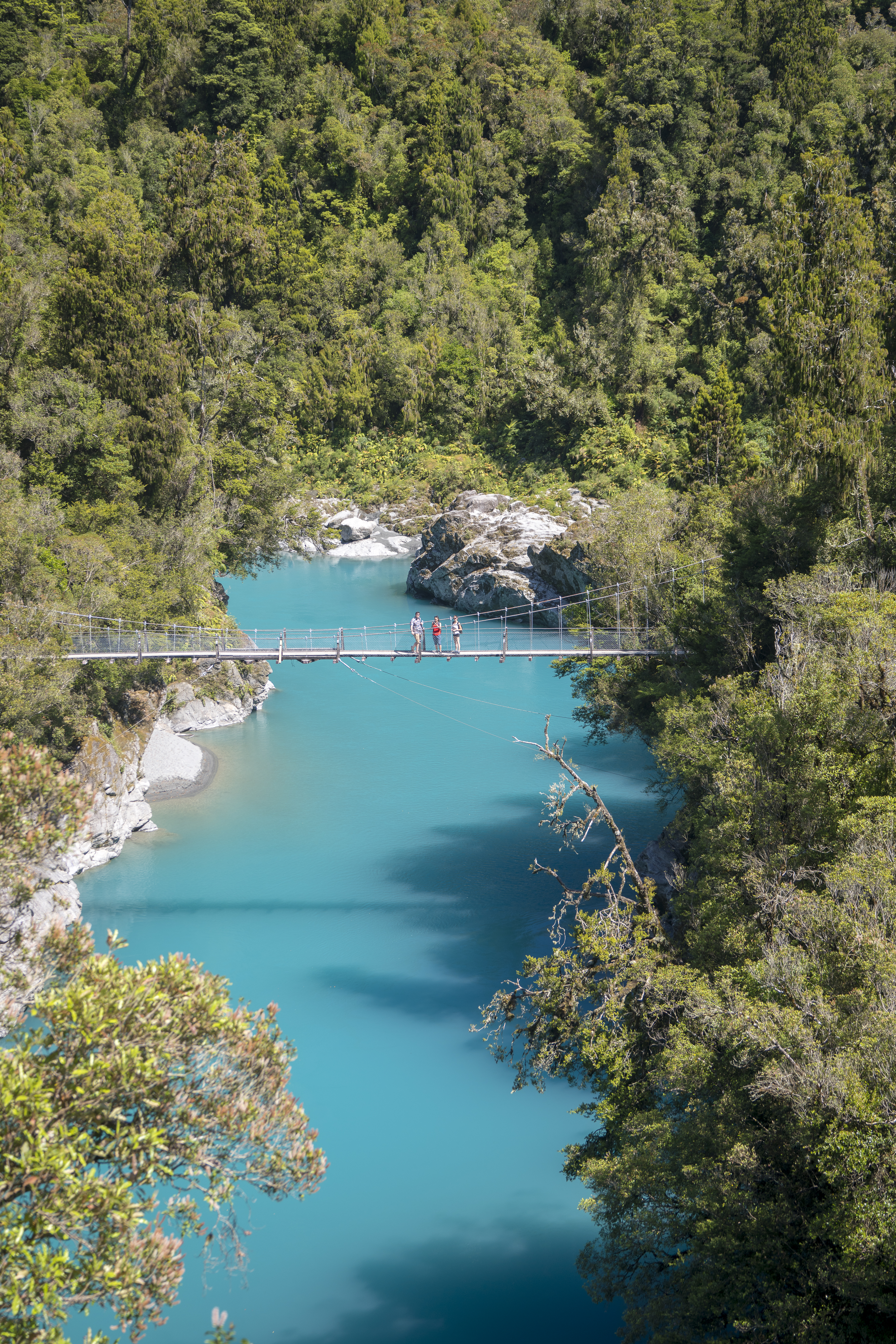
Un pont de catenària al congost d'Hokitika a la costa oest de Nova Zelanda.

En alguns contextos, el terme «pont suspès simple» no es refereix a aquest tipus de pont sinó més aviat a un pont de base suspesa que és «simple» però la seva base no és rígida. Tot i que els ponts suspesos simples i els ponts de «base suspesa simple» són similars en molts aspectes, la construcció és diferent. En un pont suspès simple, els cables o cadenes principals segueixen una corba hiperbòlica, una catenària. Això es deu al fet que els cables principals pengen lliurement. En canvi, en un pont de base suspesa (simple o no) els cables principals segueixen una corba parabòlica. Això es deu al fet que els cables principals estan lligats a intervals regulars a la base del pont.
Les diferències entre aquestes dues corbes van ser una qüestió d'importància al segle xvii, descrita per Isaac Newton. La solució va ser trobada el 1691 per Gottfried Leibniz, Christiaan Huygens i Johann Bernoulli que van derivar l'equació en resposta a un repte de Jakob Bernoulli. Van publicar les solucions a la revista Acta Eruditorum del juny de 1691.
Un pont cordat també té una o més corbes catenàries i una base penjada dels cables principals. A diferència d'un pont simple suspès, però, un pont de cordes tensades té una base rígida, generalment degut a l'addició d'elements de compressió com ara lloses de formigó, fixades sobre els cables principals inferiors. Aquesta rigidesa permet que el pont sigui molt més pesat, més ample i més estable.

## Història
El pont suspès simple és la més antiga forma de pont penjant i, deixant de banda la possibilitat d'un contacte transoceànic precolombí, hi va haver almenys dos invents independents del pont suspès simple, a la regió àmplia de l'Himàlaia i a regions d'Amèrica del Sud.

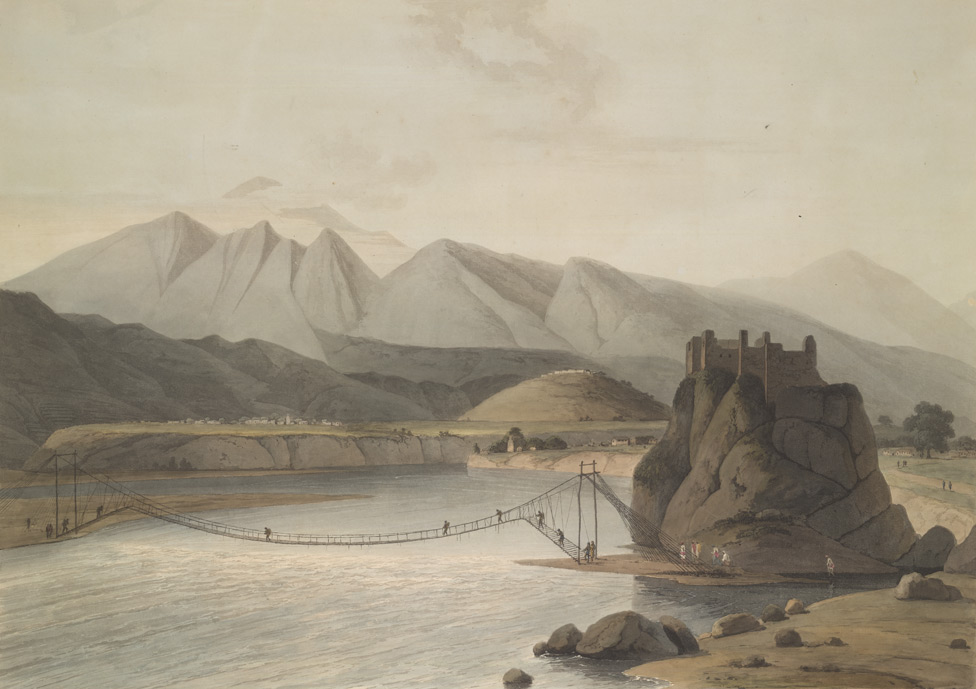
Pont de corda del segle XVIII a Srinagar, Regne de Garhwal

La primera referència als ponts suspesos apareix als registres de la dinastia Han sobre els viatges de les missions diplomàtiques xineses als països de la franja occidental i meridional de l'Himàlaia, és a dir, la serralada Hindu Kush a l'Afganistan, i les terres de Gandhara i Gilgit. Eren simples ponts suspesos sobre desnivells, de tres o més cables fets de plantes enfiladisses. La gent hi caminava directament sobre les cordes. Més tard, també es van fer servir bases fetes amb taulons recolzats sobre dos cables.

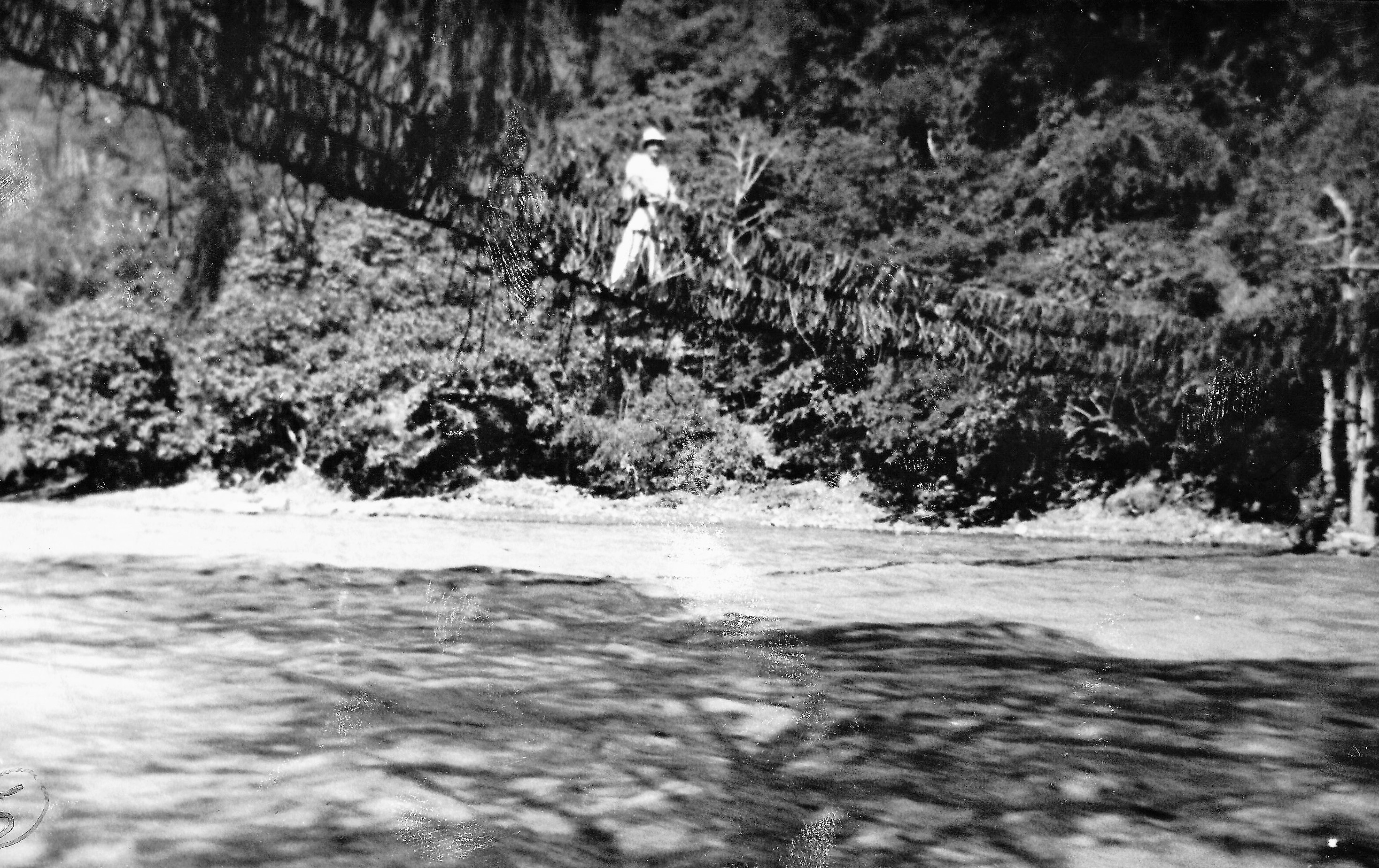
1952, pont suspès sobre el riu Cuanana, Yosondua, Oaxaca, Mèxic

A Amèrica del Sud, els ponts de corda inca són anteriors a la colonització espanyola als Andes al segle xvi. El Pont Maya a Yaxchilan a Amèrica Central, avui en ruïna, és més antic conegut, data del segle vii.
També es documenten ponts suspesos simples amb cadenes de ferro al Tibet i la Xina. Un pont del riu Iang-Tsé superior data del segle vii. Alguns s'atribueixen al monjo tibetà Thang Tong Gyalpo, que, segons es diu, en va construir uns quants al Tibet i Bhutan al segle xv, incloent el de Chushul Chakzam i un a Chuka. Un altre exemple, el pont de Luding, data de 1703, tenia una llum d'uns 100 m i és fet amb onze cadenes de ferro.

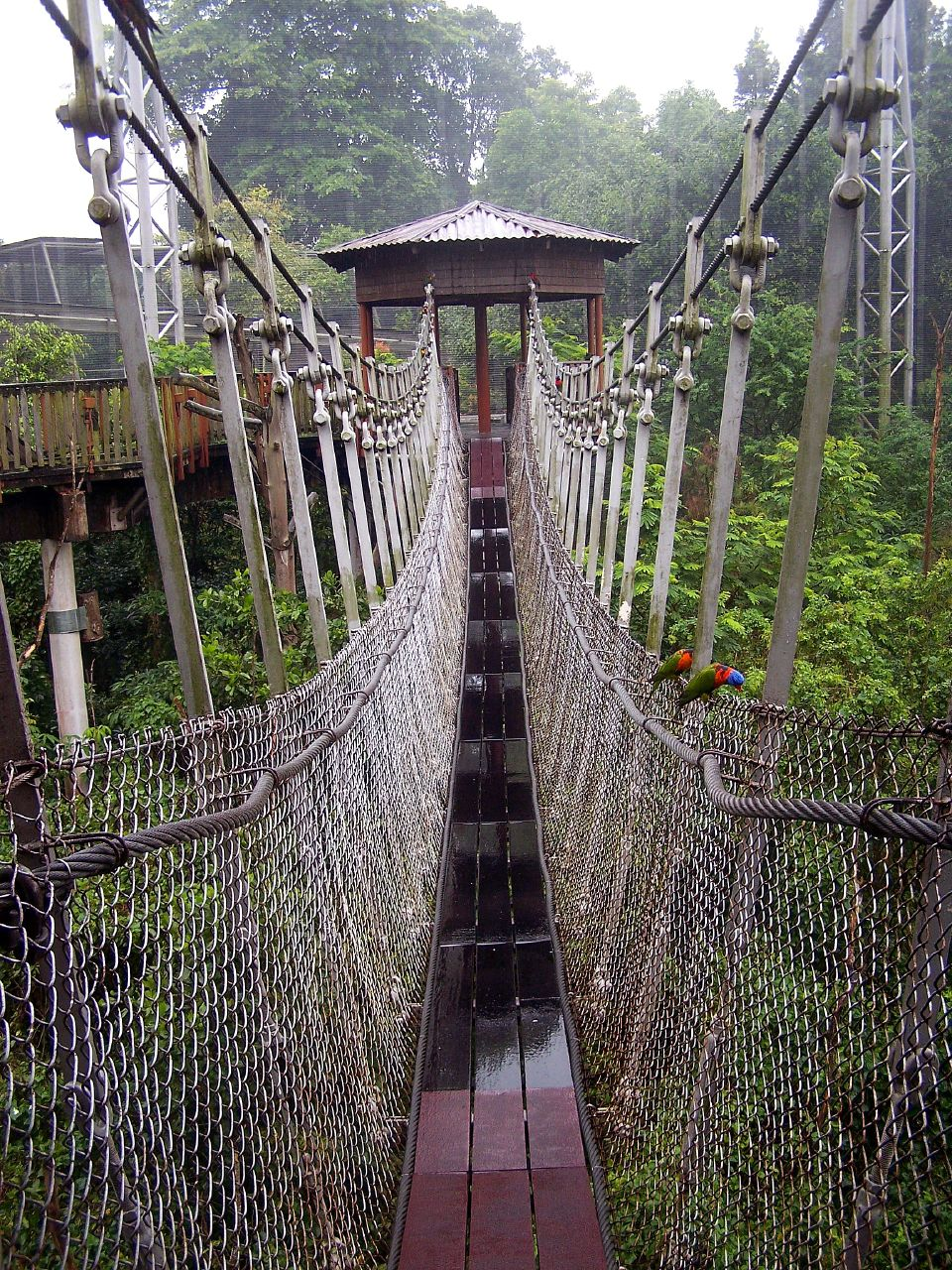
Jurong Bird Park -pont de corda

El desenvolupament dels ponts penjants de cable d'acer comença amb el d'Anonai construït per Marc Seguin i els seus germans l'any 1822. Només tenia una llum de 18 m. No obstant això, el pont penjant simple es van fer obsolet amb la invenció del pont suspès de James Finley al segle xix. Una pintura anglesa de la darreria del segle xviii d'un pont a Srinagar, llavors part del Regne de Garhwal, anticipa la data d'invenció del pont suspès amb base.
 Aquest insòlit pont, construït sobre una plana inundable, tenia una base suspesa de rampes utilitzades per travessar un pont simple suspès recolzat en torres.

## Materials
Es coneix també com a pont de corda els primers eren fets de cordes. En algunes zones d'Amèrica del Sud, els ponts de corda inca es construeixen fins avui dia amb materials autòctons, principalment corda. Aquests ponts s'han de renovar periòdicament per raó de la limitada vida útil dels materials, les cordes les trenen les famílies com a contribució a un esforç comunitari.
Tanmateix, encara es construeixen ponts suspesos simples, per a vianants i bestiar, basats en l'antic pont de corda d'Inca, però amb cable d'acer i, de vegades, fins i tot la base es fa de reixeta d'acer o d'alumini, en lloc de fusta.

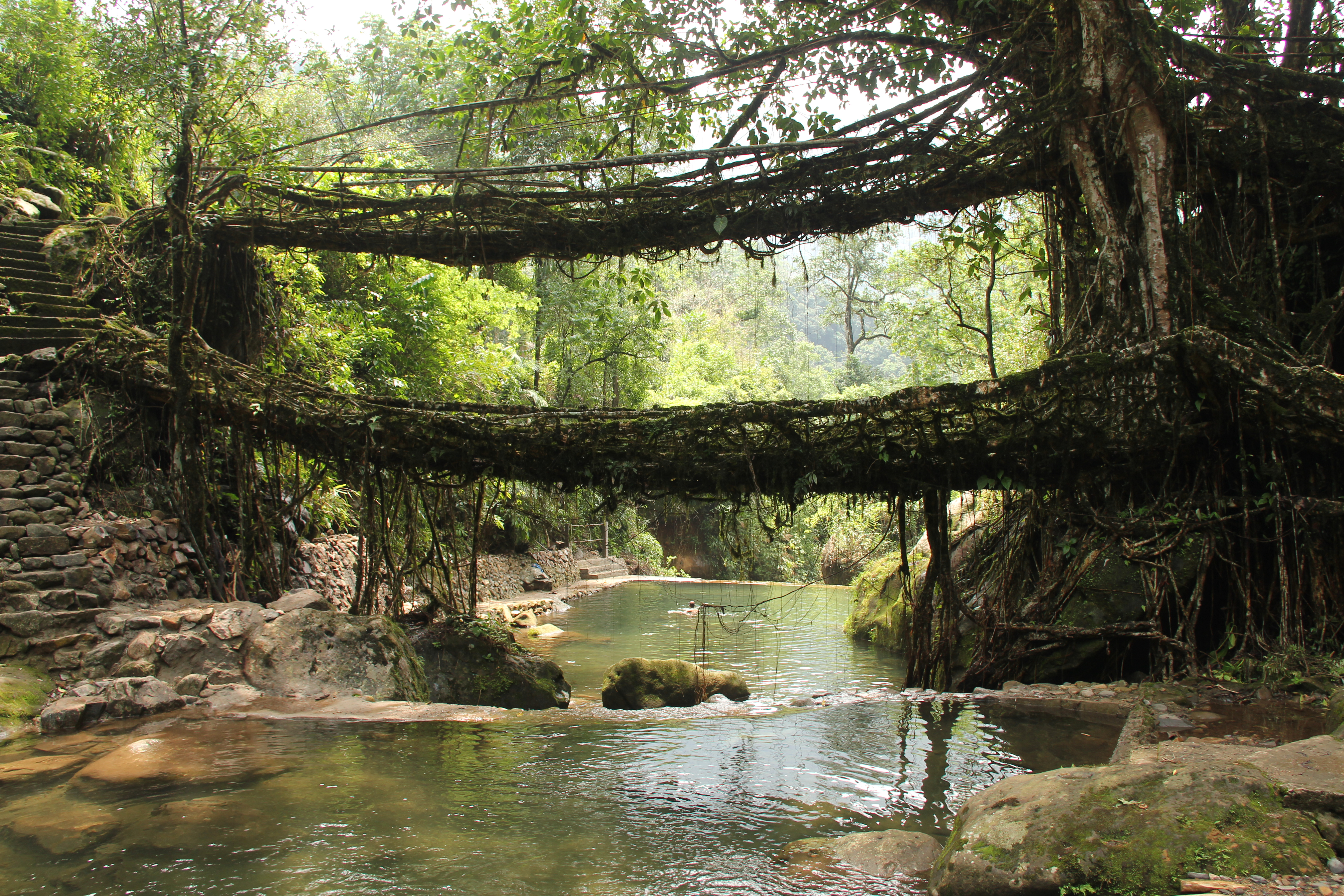
Pont d'arrels vives al poble de Nongriat, Meghalaya

En els ponts moderns, en lloc de la corda (de fibra) entre els materials més utilitzats hi ha: cable d'acer, cadena i bigues articulades d'acer per a propòsits especials.

### Ponts vivents
A l'estat de Meghalaya, Índia, al nord de Bangladesh, les tribus Khasi i Jaintia han creat ponts d'arrels vives, amb una tècnica pròpia de donar forma a les arrels dels arbres. En aquests llocs, es fan ponts suspesos simples trenant les arrels de l'espècie de banyan Ficus elastica per sobre dels cursos d'aigua. Hi ha exemples amb una llum de més de 170 peus (52 m). Es renoven i s'enforteixen de manera natural a mesura que les arrels dels components, en créixer, es fan més gruixudes. Tanmateix, per l'edat de les arrels, s'ha deduït que alguns d'aquests ponts tenen més de 500 anys.
Al Japó, a la vall d'Iya, es van construir ponts amb plantes enfiladisses de glicina. Per poder fer un pont d'aquest tipus, es plantaven aquestes plantes enfiladisses a costats oposats del riu. Amb el temps, es trenaven quan creixien la llargària suficient per cobrir la bretxa i, amb l'addició d'uns taulons, s'acabava fent un pont útil.

## Disseny

Pont suspès simple: la base es troba sobre els cables principals

Pont suspès de catenària: la base es sosté per sota dels cables principals mitjançant cables verticals

Comparació d'una catenària (corba de punts negres) i una paràbola (corba sòlida vermella) amb la mateixa envergadura i caiguda. La catenària representa el perfil d'un pont suspès simple, o el cable d'un pont suspès de base suspesa sobre el qual la base i els cables verticals tenen una massa insignificant en comparació amb el cable. La paràbola representa el perfil del cable d'un pont suspès sobre el qual la catenària i els cables tenen una massa insignificant en comparació amb la seva base.

Els ponts més lleugers d'aquest tipus consisteixen en una sola corda i res més. Es tracta de cordes fluixes o slacklines, i requereixen habilitat per utilitzar-los. Habitualment, la corda de peu va acompanyada d'una o dues cordes de barana, connectades a intervals per cordes laterals verticals. Aquest estil és utilitzat pels muntanyencs i s'utilitza àmpliament a Nova Zelanda a les pistes de senderisme de l'exterior on els ponts existents s'anomenen «ponts de tres fils». Una variant una mica més robusta té dues cordes que suporten una base i dues cordes de barana. Els passamans són necessaris perquè aquests ponts són propensos a oscil·lar d'un costat a l'altre i d'extrem a extrem. De vegades, la corda dels peus (o corda dels peus més passamans) es combina amb una corda aèria semblant a una tirolina o telefèric.
En alguns casos, com el pont suspès de Capilano, els suports primaris formen les baranes amb la base suspesa per sota. Això fa que hi hagi més balanceig lateral a la base que quan els suports primaris es troben a nivell de la pròpia base, però té menys moviment a les baranes.
Els desavantatges relacionats amb els ponts suspesos simples són molt grans. La ubicació de la base és limitada, generalment calen ancoratges massissos i forts, i la càrrega produeix una deformació transitòria de la base. Les solucions a aquests problemes van portar a una gran varietat de mètodes per endurir la base, donant com a resultat diversos altres tipus de pont suspès. Entre aquests hi ha un pont de cinta tensada, que està estretament relacionat amb el pont suspès simple, però té una base endurida adequada per al trànsit de vehicles.
Un pont molt lleuger, construït amb cables a alta tensió, pot apropar-se a un pont de base suspès al nivell gairebé horitzontal de la base.
El pont es pot endurir mitjançant l'addició de cables que no suporten les càrregues estructurals o vives primàries i, per tant, pot ser relativament lleuger. Aquests cables també afegeixen estabilitat al vent. Un exemple és el pont de 220 metres de longitud sobre el riu Drac al llac de Monteynard-Avignonet: aquest pont té cables estabilitzadors per sota i al costat de la base.
Per reduir el moviment de torsió i facilitar el pas dels usuaris, un pont pot utilitzar cables verticals tensats a cada costat del centre del pont, ancorats a terra a punts segurs a sota del pont.

## Ús

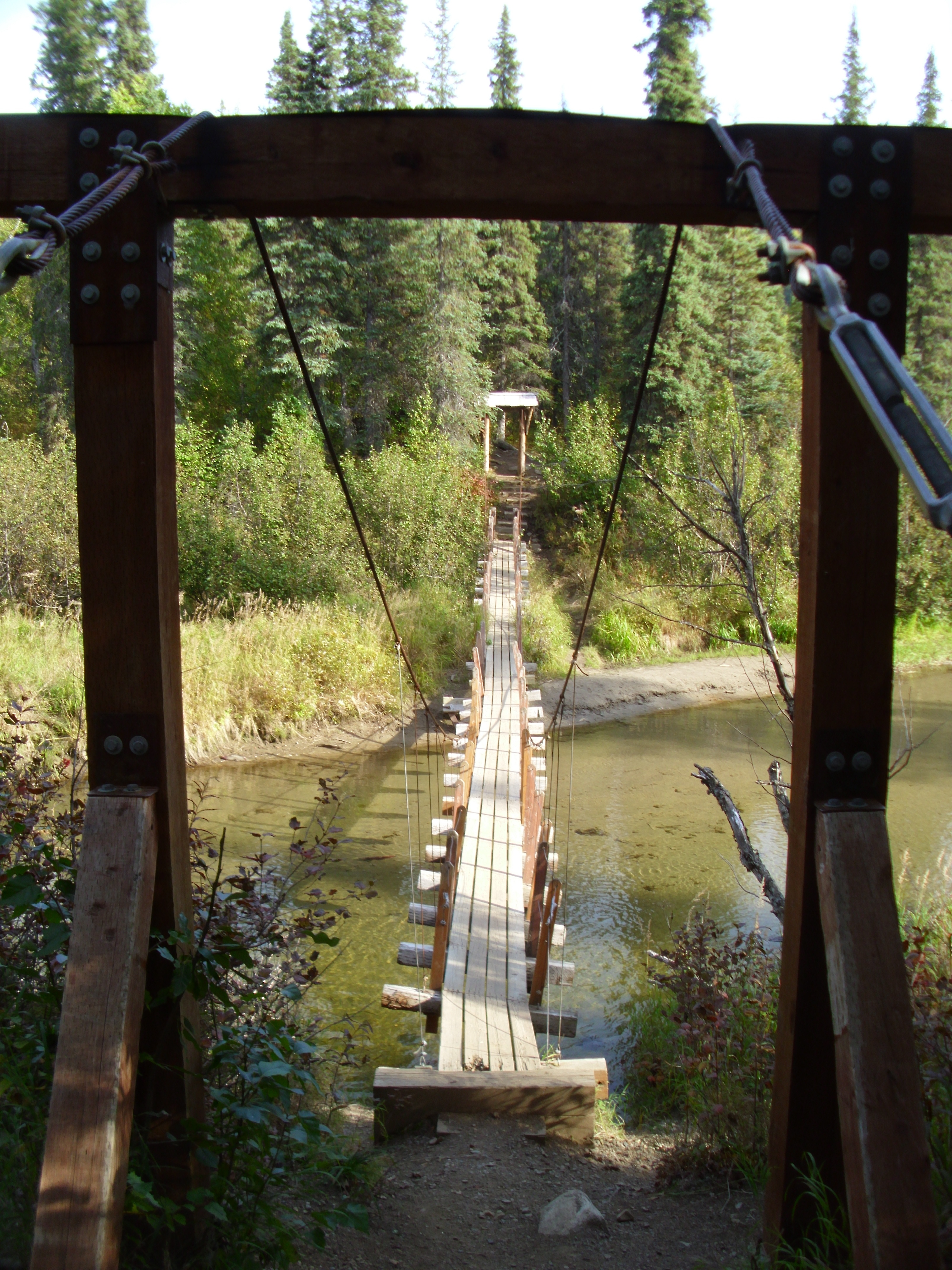
Creuant un rierol, Denali State Park, Alaska. El disseny limita l'impacte del sender sobre les importants migracions de salmons a la riera.

Els més lleugers d'aquests ponts, sense base, només són aptes per a l'ús dels vianants. Els ponts lleugers amb base, amb una tensió suficient perquè creuar el pont no sigui una escalada, també poden ser utilitzats per cavalls o altres animals de càrrega i fins i tot ciclistes. Caminar per un pont tant lleuger d'aquest tipus a un ritme raonable requereix un pas particular, ja que el pas normal pot produir ones que poden fer que el viatger es balancegi d'una forma incòmode, amunt i avall o d'un costat a l'altre, per evitar-ho se sol estabilitzar el pont amb vents ancorats a terra, com els obencs d'un vaixell, estructura que fa la travessa més estable.(Vegeu la foto de Hokitika Gorge)
Els ponts suspesos simples tenen aplicacions en l'esbarjo a l'aire lliure. Són una opció popular per fer senders a la part superior dels arbres i, on el terreny és adequat, per creuar rierols. Es poden dissenyar sense estabilitzar de manera que el lliure moviment del pont proporcioni una experiència atractiva per a l'usuari.
Un pont suspès simple rudimentari pot rebre tres noms, segons la forma: pont himalayen («pont de l'Himàlaia»: una sola corda i passamans a banda i banda, normalment sense base); pont de singe («pont de mico: una corda de peu amb corda aèria); i tyrolienne («tirolès»: una tirolina). Les tirolines es poden travessar penjant-se per sota, o caminant per sobre (només per a persones amb un bon sentit d'equilibri. Una versió més desenvolupada del pont himalayen, proveïda d'una base entre un parell de cables principals, és coneguda com a passerelle himalayen (en francès, «passerella de l'Himàlaia»). Exemples d'aquest tipus: hi ha dos ponts al «lac de Monteynard-Avignonet» als Alps francesos, que són excepcionalment llargs, en comparació amb els altres ponts d'aquest tipus.

## Ponts notables
Els ponts suspesos simples notables inclouen:
| Nom                                   | Llum                  | Any de construcció  |
| ------------------------------------- | --------------------- | ------------------- |
| Pont suspès de Capilano               | 136 m                 | 1888                |
| Pont del gasoducte Arroyo Cangrejillo | 337 metres (1,106 ft) | 1998                |
| Pont del Drac a Monteynard-Avignonet  | 220 m                 | 2007                |
| Pont de corda de Carrick-a-Rede       | 20 m                  | reconstruït el 2008 |
| Ponte tibetano Cesana - Claviere      | 478 m                 | 2006                |
| Ponte nel Cielo                       | 234 m                 | 2018                |
| Pont suspès Charles Kuonen            | 494 m                 | 2017                |
| Passarel·la daurada de Gandaki        | 567 m                 | 2020                |
| Arouca 516                            | 516 m                 | 2021                |
| Ponte tibetano de Castelsaraceno      | 586 m                 | 2021                |
| Sky Bridge 721                        | 721 m                 | 2022                |

## Galeria

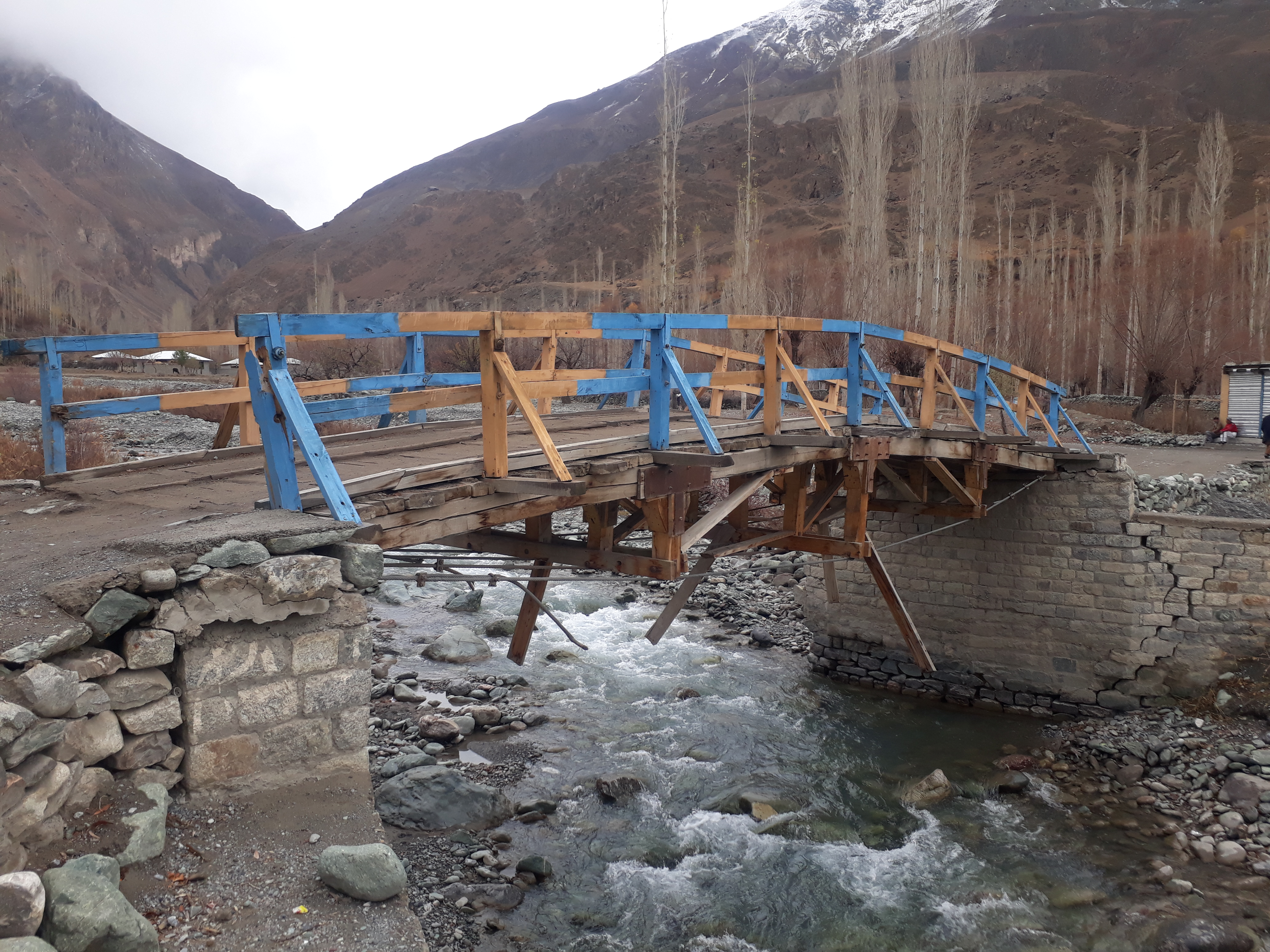
Pont suspès amb cordes o cables de curta llargària
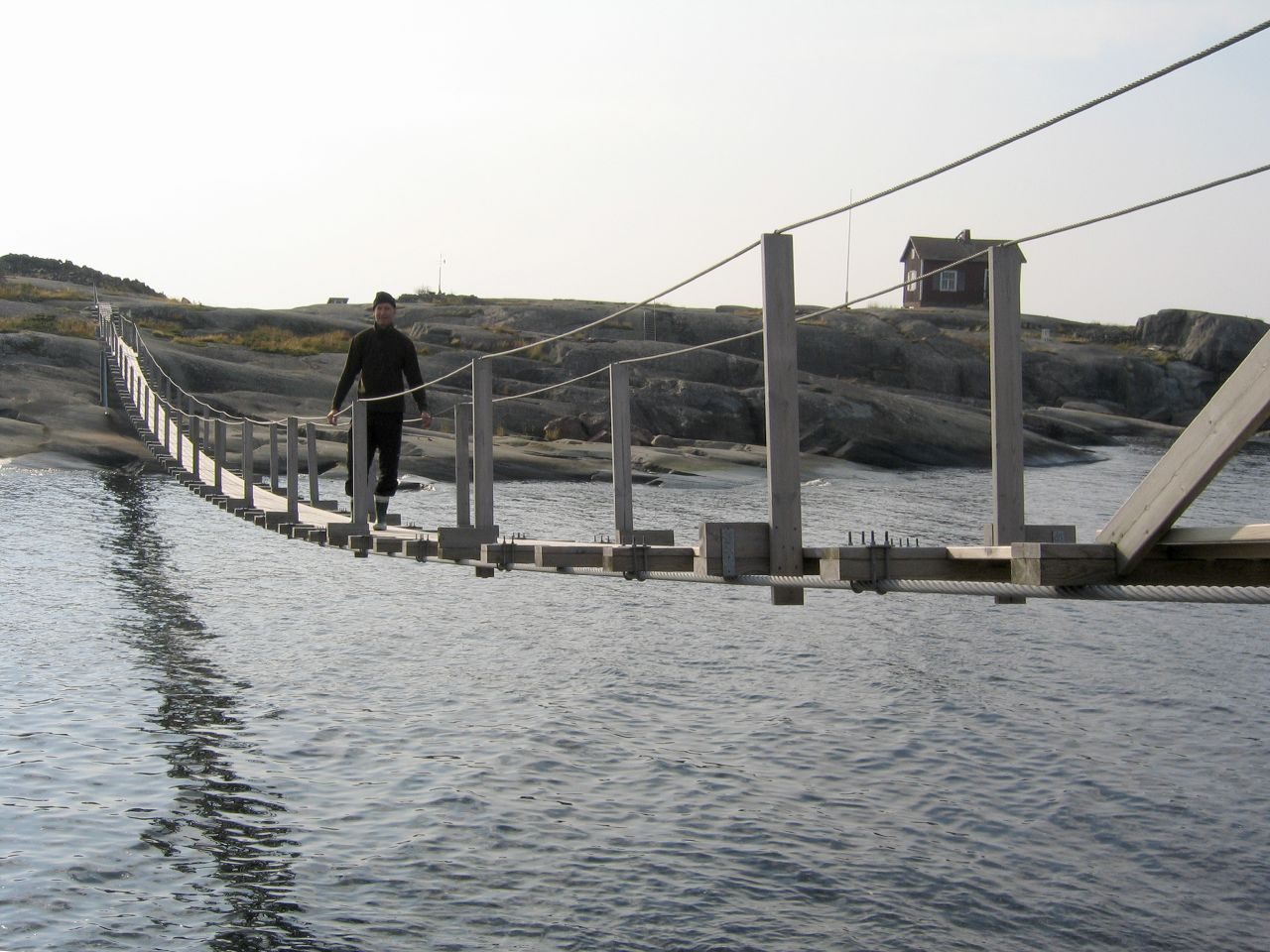
Una simplea passarel·la suspesa a Finlàndia
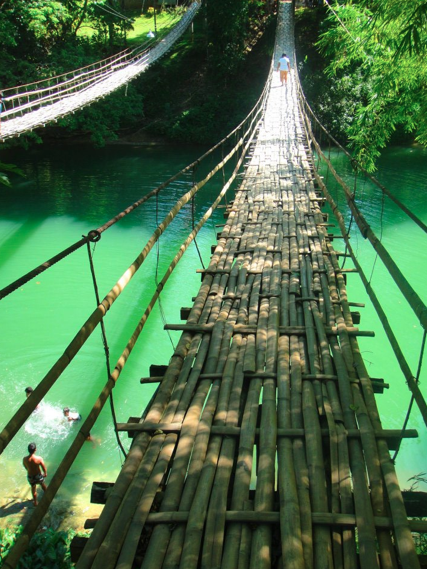
Un pont simple suspès a Bohol, Filipines.
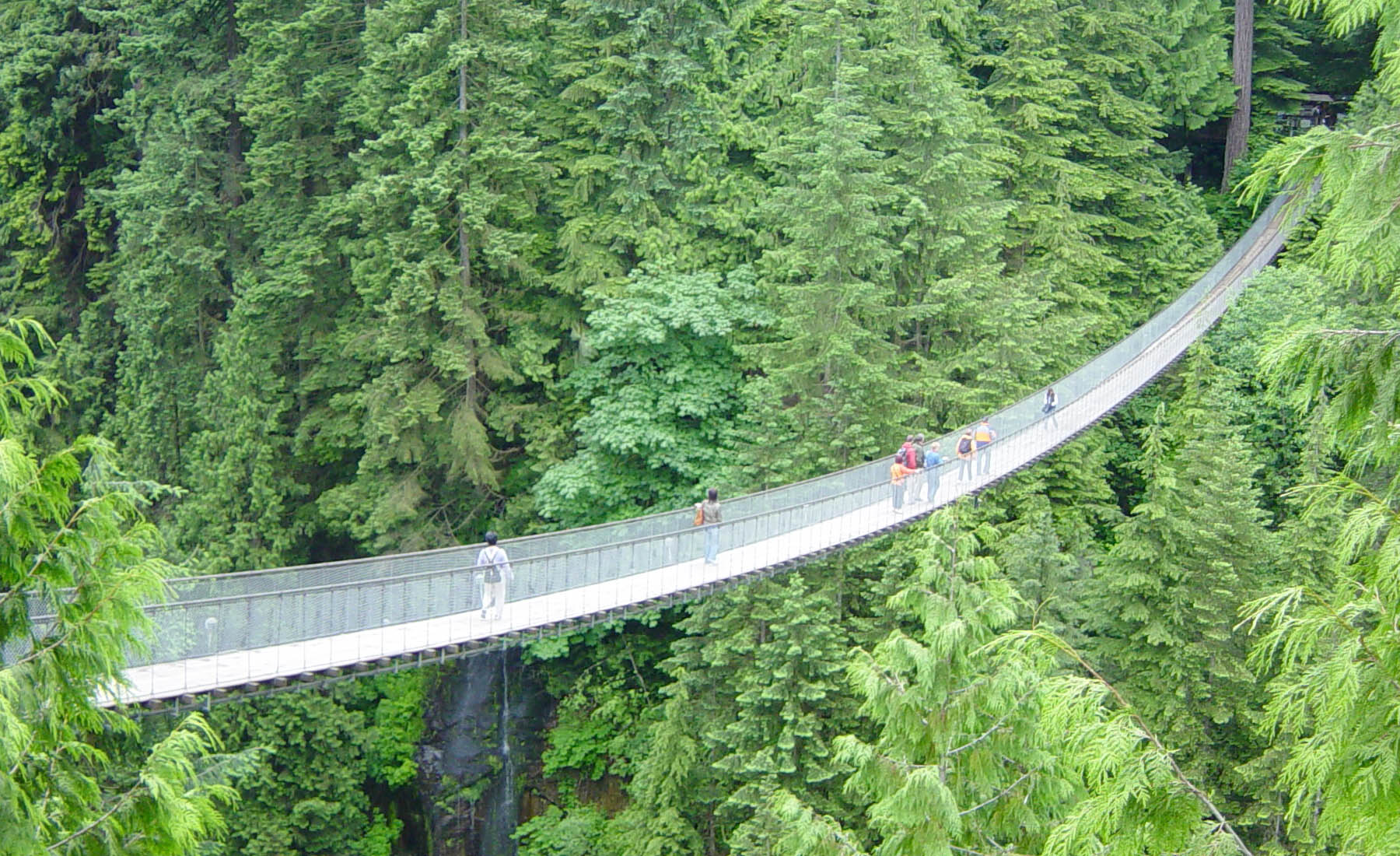
Pont suspès Capilano, sostingut pels cables del passamà
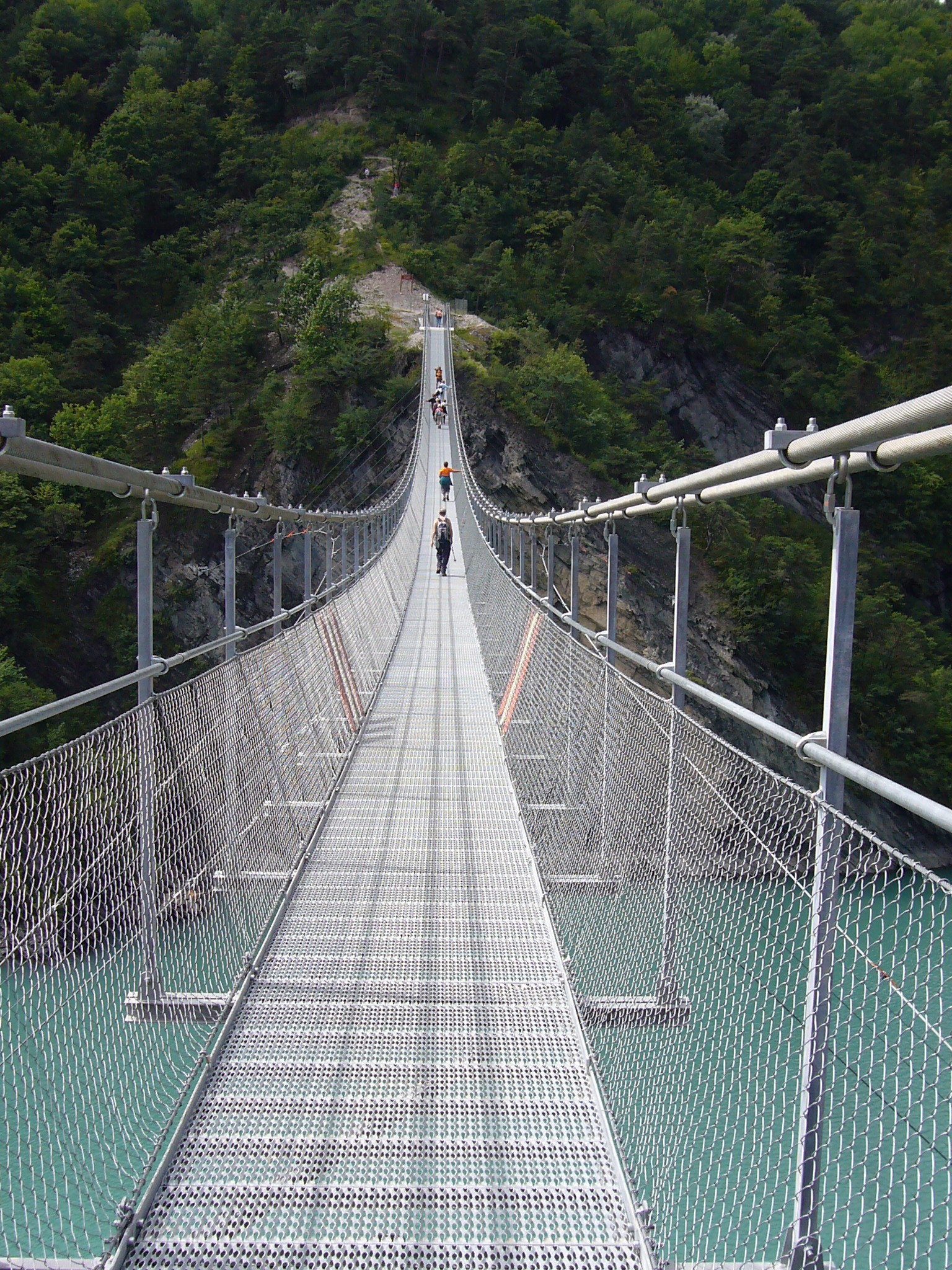
Pont del Drac al Llac de Monteynard-Avignonet
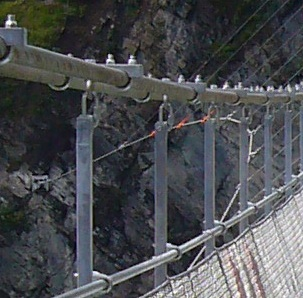
Primer pla del pont del Drac, mostrant cables estabilitzadors
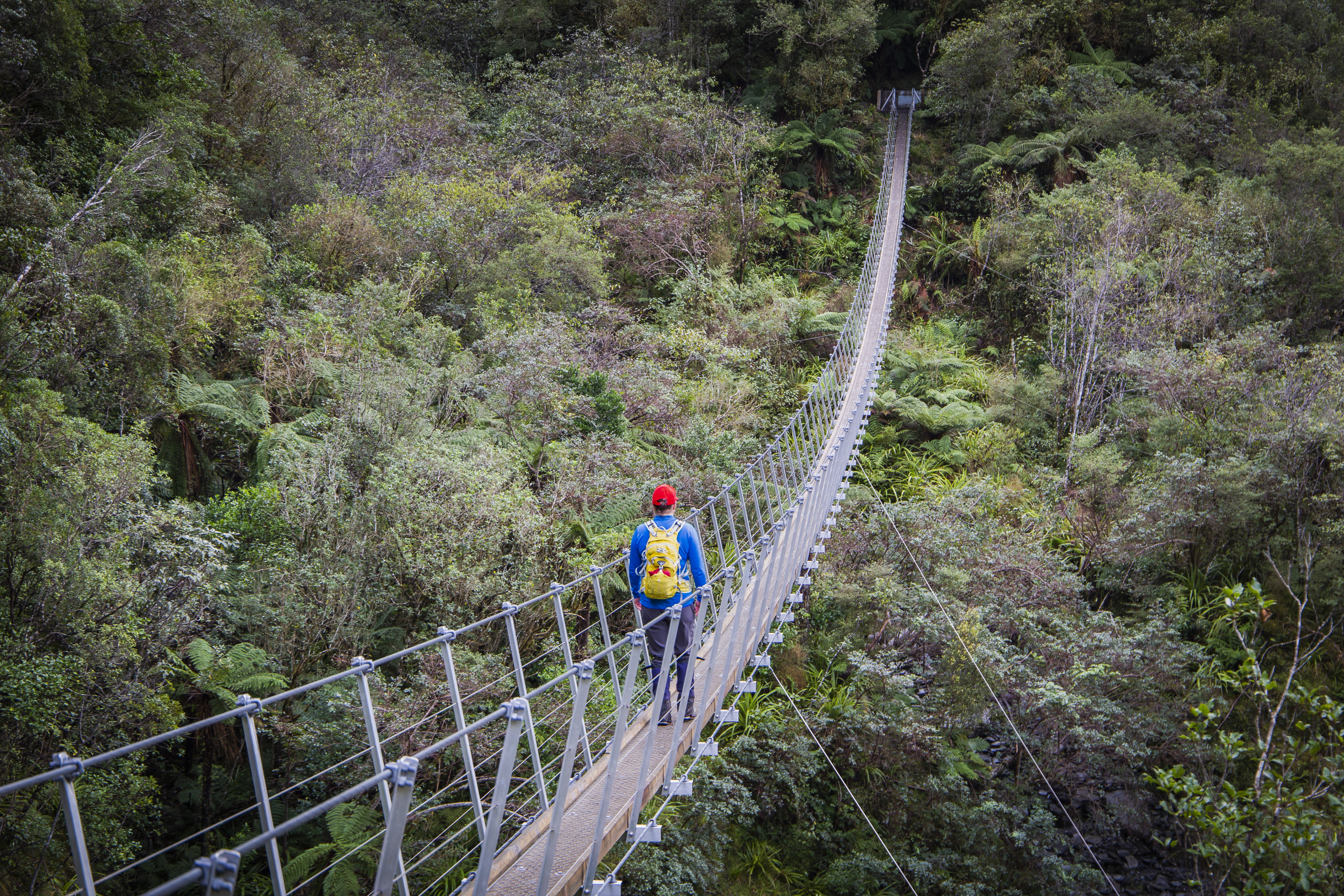
Robert's Point Track, Franz Josef, Nova Zelanda